# 북천초등학교 대야분교
북천초등학교 대야분교는 경상남도 하동군 북천면 화정리 58에 있었던 초등학교 분교이다.

## 연혁
- 1938.03.01 북천공립심상소학교 부설 화정간이학교 설립인가
- 1943.04.07 북천공립국민학교 화정분교장
- 1950.04.07 대야국민학교 승격
- 1995.03.01 북천국민학교 대야분교장
- 1996.03.01 북천초등학교 대야분교장
- 1997.03.01 폐교